# Ебергард Дальгаус
Ебергард Дальгаус (нім. Eberhard Dahlhaus; 24 липня 1920, Гаген — 30 серпня 1943, Атлантичний океан) — німецький офіцер-підводник, оберлейтенант-цур-зее крігсмаріне.

## Біографія
1 жовтня 1938 року вступив на флот. З липня 1939 по березень 1941 року пройшов курс підводника. З червня 1941 по грудень 1942 року — вахтовий офіцер на підводному човні U-753, після чого пройшов курс командира човна. З 28 січня 1943 року — командир U-634, на якому здійснив 3 походи (разом 153 дні в морі). 2 березня потопив американський торговий пароплав Meriwether Lewis водотоннажністю 7176 тонн, який перевозив боєприпаси і шини; всі 75 членів екіпажу пароплава загинули. 30 серпня 1943 року U-634 був потоплений в Північній Атлантиці східніше Азорських островів (40°13′ пн. ш. 19°24′ зх. д.) глибинними бомбами британських шлюпа «Сторк» і корвета «Стоункроп». Всі 47 членів екіпажу загинули.

## Звання
- Кандидат в офіцери (1 жовтня 1938)
- Морський кадет (1 липня 1939)
- Фенріх-цур-зее (1 грудня 1939)
- Оберфенріх-цур-зее (1 серпня 1940)
- Лейтенант-цур-зее (1 квітня 1941)
- Оберлейтенант-цур-зее (1 січня 1943)

## Нагороди
- Залізний хрест
  - 2-го класу (8 січня 1941)
  - 1-го класу (12 грудня 1942)
- Нагрудний знак мінних тральщиків (18 лютого 1941)
- Нагрудний знак підводника (31 березня 1942)